# Utilidad de conmutación de CD-ROM virtual
Una utilidad de conmutación virtuales de CD-ROM es un programas para desactivar el controlador del CD-ROM virtual que se encuentra en muchos dispositivos, aunque en los que no tienen dicho controlador la instalación del módem resulta mucho más sencilla.
Una utilidad de conmutación de CD-ROM virtual es una herramienta de cambio de modo para controlar equipos USB "flip-flop" (dispositivos múltiples). Varios de los nuevos dispositivos USB (especialmente los equipos inalámbrico de alta velocidad; parece que hay un conjunto de chips de Qualcomm que ofrecen esa característica) tienen sus controladores de dispositivo para Microsoft Windows a bordo, de forma que cuando se conectan por primera vez, actúan como una unidad de memoria USB e inician la instalación del controlador de dispositivo desde allí. Después de esto (y en cada enchufe consecutivo) este controlador de dispositivo cambia el modo interno, de manera que el dispositivo de almacenamiento "desaparece" (en la mayoría de los casos) y se muestra un nuevo dispositivo (como "USB módem"). El fabricante de equipos de Wireless WAN (WWAN), Option llama a esa función "ZeroCD", ya que elimina la necesidad de transportar un portador del driver de forma separada (algo que también puede lograrse poniendo el driver accesible en Internet o utilizando drivers genéricos). Con los programas de esnifeo USB y libusb es posible interceptar la comunicación del controlador de dispositivo de MS Windows, para aislar el comando o la acción que realiza la conmutación y reproducirla bajo el dominio de Linux o BSD.
El enfoque de añadir un CD-ROM virtual con los controladores de software (drivers) en los dispositivos 3G o de almacenamiento tiene dos problemas: es de suponer que eleva el coste del dispositivo, y puede enviar software obsoleto o incluso virus. La mayoría de las veces, los controladores actualizados están de todas formas integrados en los sistemas operativos (después de todo, en los sistemas que implementan el estándar USB como GNU/Linux, cualquier dispositivo 3G es un puerto serie USB y cualquier dispositivo de almacenamiento es un... dispositivo de almacenamiento USB). El CD-ROM virtual en dispositivos compatibles con U3 puede ser removido por la utilidad u3-tool. Algunos dispositivos 3G, tales como Huawei soportan la desactivación completa de la unidad de CD-ROM virtual.